# Linard Parli
Linard Parli (* 17. Mai 1987) ist ein Schweizer Unihockeyspieler, der seine Karriere im Spitzenunihockey 2018 beendete. Am 15. Juni 2019 wurde bekannt, dass er die Rolle des Sportchef bei GC Unihockey übernehmen wird.

## Karriere

### Verein

#### Chur Unihockey
Parli begann seine Karriere bei Chur Unihockey, bei dem er 2006 in der höchsten Schweizer Spielklasse debütierte. Bei den Bündnern blieb er bis 2008 und erzielte insgesamt 29 Skorerpunkte.

#### Grasshopper Club Zürich
Im Frühjahr 2008 wurde der Transfer Parlis zu den Grasshoppers verkündet. Mit GC konnte sich Parli 2011/12 für den Final der Swiss Mobiliar League qualifizieren. Dieser ging jedoch gegen Rekordmeister SV Wiler-Ersigen verloren. Anschliessend nahm sich Parli eine Auszeit und führte sein Studium in Südafrika fort.
Nach der einjährigen Auszeit stiess Parli wieder zu den Grasshoppers. In den nachfolgenden zwei Jahren gelang den Grasshoppers der Vorstoss in den Final nicht mehr. Parli erzielte in diesen zwei Saisons 36 Skorerpunkte in 53 Begegnungen.

#### IK Sirius IBK
2015 wechselte Parli aufgrund seines Studiums zu IK Sirius IBK nach Uppsala. Bei Uppsala kam der gebürtige Malixer nicht über die Reserverolle hinaus.

#### Täby FC
Im Januar 2016 wechselte er zum Täby FC in die Allsvenskan. Dabei absolvierte er lediglich fünf Partien und verliess den Verein am Ende der Saison 2015/16 wieder.

#### Granlo BK
Die Saison 2016/17 nahm er mit Granlo BK in Angriff. Für die Mannschaft, welche nach Sundsvall spielte, erzielte er in nur 17 Partien für Granlo 42 Skorerpunkte. Noch während der Saison erhielt Parli ein Angebot vom 200 Kilometer entfernten Verein Gävle GIK.

#### Gävle GIK
Für Gävle spielte der grossgewachsene Stürmer 28 Partien, in welchen er nicht weniger als 48 Skorerpunkte erzielte und somit zu den besten Skorern seiner Mannschaft gehörte. In den Aufstiegsspielen für die SSL unterlag er mit Gävle GIK am IBF Örebro.

#### HC Rychenberg Winterthur
Am 8. Juni 2017 verkündete der HC Rychenberg Winterthur den Transfer des Stürmers. Er unterschrieb für mindestens ein Jahr mit der Option auf eine weitere Spielzeit. Am 13. Dezember 2017 gab der HCR bekannt, dass der Vertrag per sofort in gegenseitigem Einvernehmen aufgelöst wird.

#### Zürisee Unihockey
Vor Jahresende wechselte Parli aus persönlichen Gründen zum 1. Liga-Vertreter Zürisee Unihockey.